# 2016年拉塔基亞省攻勢
2016年拉塔基亞省攻勢是敘利亞反政府武裝於2016年6月在拉塔基亞省發起的一次軍事行動。

## 反對派攻佔金薩巴
2016年6月27日至30日間，由恐怖組織努斯拉陣線領導的征服軍，在自由敘利亞軍支援下，在拉塔基亞省的土庫曼山和庫爾德山一帶發起攻勢，攻佔數條村莊，後因俄軍空襲而撤退。33名反政府武裝分子及15名政府軍士兵在戰鬥中喪生。一日後，反對派另一次進攻成功攻佔金薩巴及附近多個村莊和小山。作為回應，俄軍在金薩巴和其它數條村莊進行了超過100次空襲。
7月2日，反對派攻佔土庫曼山區的Qal’at山山頂。次日，反對派攻佔Saraf村和周圍的小山，後在夜間被政府軍及親政府部隊奪回。

## 政府軍第一次反攻
7月8日，敘利亞海軍陸戰隊、沙漠之鷹和特種部隊進攻金薩巴以南的兩處地點，成功奪回它們。兩日後，政府軍進攻金薩巴周圍的小山，攻佔了數個地點。反對派於同日奪回該些失地。
在7月13日至14日之間的夜間，努斯拉陣線和突厥斯坦伊斯蘭黨在卡巴尼（Kabbani）地區發起突襲，攻佔了該村以南的Zuwayqat山。
7月16日，政府軍收復金薩巴以南的Qalat Tubal，同日稍後更奪回金薩巴。連帶周圍的村莊和小山也被政府軍收復。次日破曉時，反對派向金薩巴展開反攻，成功奪回該鎮。政府軍於7月18日奪回金薩巴及周圍的村莊和小山。
7月19日，反對派反攻，並動用自殺炸彈客攻擊Qal’at Shalaf的政府軍據點，逼使政府軍撤退，最終反對派再次攻佔金薩巴。在金薩巴爭奪戰進行之際，政府軍在該地區收復另外數個村莊。
7月20日，努斯拉陣線在其他反政府軍支援下攻佔Shalaf村，迫使親政府部隊放棄在庫爾德山的新收復據點。
7月28日，征服軍在拉塔基亞省發起新攻勢，旨在攻佔Zuwayqat山區。反對派武裝攻佔該山區後，親政府部隊重新集結和發起反攻，成功收復先前的失地。

## 第二次政府軍反攻
7月29日，政府軍發起旨在收復金薩巴的新攻勢。政府軍在行動中重新收復Shalaf村，卡巴尼村及庫爾德山的其它地點也遭到政府軍進攻。由於政府軍在阿勒頗成功包圍被反對派控制的東部市區，逼使征服軍從拉塔基亞省抽調兵力到阿勒頗協助解圍，導致反對派在拉塔基亞省前線的兵力減弱。
7月30日，政府軍從Shalaf直接進攻金薩巴，但未能取得進展。

## 第三次政府軍反攻
8月4日，親政府部隊再次發起反攻。8月6日，親政府部隊成功控制金薩巴周圍的一些據點。增援金薩巴的反對派武裝遭遇伏擊，16至50人喪生。
在政府軍佔據金薩巴周圍的小山後，反對派撤出金薩巴。8月8日政府軍進入金薩巴，但是不久就遭到反對派的快速反擊而被逼撤出，政府軍在獲得增援後再度收復金薩巴及周圍地區。先前被反對派攻佔的其它村莊也幾乎全數被政府軍陸續收復。